# Giuseppe Archinto

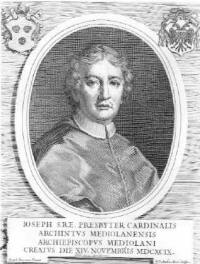
Giuseppe Kardinal Archinto

Archintos Kardinalswappen (moderne Nachzeichnung)

Giuseppe Archinto (* 7. Mai 1651 in Mailand; † 9. April 1712 ebenda) war ein Kardinal der Römischen Kirche und Erzbischof von Mailand.

## Leben
Nach dem Besuch der Jesuitenschule in Mailand begann er seine Studien in Philosophie und Theologie am Seminario Romano und besuchte auch die Universitäten in Ingolstadt und Pavia, wo er 1665 zum Doctor iuris utriusque promovierte.
Seit dem 22. August 1679 mit dem Ehrentitel eines Apostolischen Protonotars versehen, war er Kommendatarabt von San Giovanni Battista di Vertemate und von San Giovanni delle Vigne. Von Papst Innozenz XI. 1679 nach Rom berufen, war er von 1679 bis 1685 Vizelegat von Bologna und ab 1683 Referendar des Tribunals der Apostolischen Signatur.
Am 18. März 1686 wurde er zum Titularerzbischof von Thessalonica ernannt. Die Bischofsweihe spendete ihm am 31. März 1686 der Kardinalbischof von Albano Flavio Chigi.
Giuseppe Archinto wurde am 22. April 1686 Nuntius im Großherzogtum Toskana und am 15. Dezember 1689 Nuntius in der Republik Venedig. Seit dem 13. Januar 1696 Nuntius in Spanien, kehrte er im August 1700 nach Italien zurück, da er am 18. Mai 1699 zum Erzbischof von Mailand ernannt worden war. Von Papst Innozenz XII. am 14. November 1699 zum Kardinal erhoben, ernannte dieser ihn am 14. März 1701 zum Kardinalpriester der Titelkirche Santa Prisca. Papst Clemens XI. entsandte ihn als Legaten a latere zu der am 8. August 1701 stattgefundenen Hochzeit König Philipps von Spanien mit Maria Luisa von Savoyen.
Nach seinem Tode wurde Kardinal Archinto in seiner Bischofskirche, dem Dom von Mailand, aufgebahrt und später dort in der Kapelle der heiligen Katharina von Siena nahe dem Grab seines Vorgängers Filippo Archinto bestattet.